# Институт за новију историју Србије
Институт за новију историју Србије (ИНИС) је научно-истраживачка установа у Београду, која се бави проучавањем српске и југословенске историје у 20. и 21. века.

## Историјат
Институт је кроз своју историју променио различите облике организовања. Најпре је јануара 1949. године, основано Историјско одељење Централног комитета Комунистичке партије Србије, које се бавило изучавањем партијске грађе настале између 1929. и 1941. године.
На темељима овог одељења, формирана је Комисија за историју Централног комитета Комунистичке партије Србије, априла 1952. године, која је истраживала развој левичарских и радничких мисли и покрета у Србији од 19. века до краја Првог светског рата. Јула 1954. године, Комисија је претворена у Историјски архив ЦК Комунистичке партије Србије.
Пошто је истраживачка делатност превазишла историју самог Централног комитета, од 1. јануара 1959. године је основан Завод за прикупљање и обраду докумената о развоју радничког покрета у Србији. Од 1965. године, мења име у Институт за историју радничког покрета — Београд. Статус научне установе му је признат 25. априла 1979. године.
Институт је своје данашње име понео у октобру 1992. године.

## Часопис "Токови историје"
Од 1966. године, Институт за историју радничког покрета је издавао зборник радова "Токови револуције", заједно са институтима из АП Војводине и АП Косова и Метохије. У форми часописа који је излазио једном годишње, први пут се појављује 1973. године. Између 1990. и 1993. године, часопис је носио назив "Токови", када је преименован у "Токови историје".
Укупно је објављено 23 зборника радова "Токови револуције", 2 књиге часописа "Токови" и 54 књиге часописа "Токови револуције".

## Сарадници
Директор Института је историчар др Владан Јовановић. Међу сарадницима Института су виши научни сарадници др Бранко Надовеза, др Софија Божић, др Александар Раковић...